# Diya Beeltah
Diya Beeltah (Quatre Bornes, 8 de agosto de 1988) es una modelo y activista mauriciana, que fue coronada Miss Mauricio en 2012 y la primera mujer en representar a la República de Mauricio en el concurso de belleza Miss Tourism World 2012.

## Trayectoria
Beeltah asistió a la escuela pública Baichoo Madhoo y luego se unió al College Bon et Perpetuel Secours de Beau Bassin-Rose Hill para cursar estudios secundarios. En 2011, se licenció en Gestión de Recursos Humanos por la Universidad de Mauricio, donde también trabajó como asistente de investigación. Habla inglés, alemán e hindi.
Comenzó a aparecer en espacios comerciales de televisión desde 2008, y a participar en concursos de belleza a partir de 2012. El 30 de junio de ese año, fue coronada Miss Mauricio 2012, por Ameeksha Dilchand, Miss Mauricio 2011. Una semana antes de la final, ganó el premio al mejor vestido, en los preliminares del concurso y quedó finalista del Miss Siren/Beach Beauty Award.
Luego, fue la primera mujer en representar a su país en el Miss Tourism World 2012, que se llevó a cabo en Tailandia. En 2013, participó en el Miss Universo, celebrado en Moscú.

## Activismo
Beeltah realiza trabajo social. Después de obtener el título de Miss Mauricio 2012, se convirtió en embajadora y voz nacional de temas de seguridad vial para el departamento de Policía de Mauricio y el Ministerio de Infraestructura Pública. También colabora con una ONG en la lucha contra el VIH/sida.